# Порт де Лила (фильм)
«Порт де Лила» (фр. Porte des Lilas) — французский криминальный фильм, драматическая комедия 1957 года режиссёра Рене Клера, экранизация романа Рене Фале «(фр. La Grande Ceinture)» 1956 года. Это единственный фильм с участием французского певца Жоржа Брассенса.

## Сюжет
Спокойная жизнь парижского пьяницы Жужу (Пьер Брассер) и его друга — гитариста по прозвищу Артист (Жорж Брасанс) резко меняется, когда в квартале появляется вооруженный преступник Пьер Барбье (Анри Видаль). Друзья считают, что аморально сдать больного преступника полиции и прячут его в подвале дома Артиста. Как отблагодарит друзьям за оказанную помощь спасенный преступник?

## В ролях
| Актёр           | Роль          |
| --------------- | ------------- |
| Пьер Брассёр    | Жужу          |
| Жорж Брассенс   | Артист        |
| Анри Видаль     | Пьер Барбье   |
| Дани Каррель    | Мария         |
| Аннет Пуавр     | Ненетт        |
| Габриэль Фонтан | мадам Сабатье |
| Раймон Бюссьер  | Альфонс       |
| Амедей          | Пауло         |